# Рагнар Нурксе
Рагнар Нурксе (англ. Ragnar Nurkse; ест. Ragnar Wilhelm Nurkse; 5 жовтня 1907, Кяру, нинішній повіт Ярвамаа, Естонія — 6 травня 1959, поблизу Женеви) — американський економіст естонського походження, фахівець у галузі міжнародних фінансів та економіки розвитку, почесний професор Колумбійського університету. Батько поету Денніса Нурксе.

## Біографія
Рагнар Нурксе народився в мизі Кяру Ліфляндської губернії (Російська імперія) у 1907 році. Батько — естонець, починав кар'єру лісорубом, але зумів стати менеджером з нерухомості, мати — естонка шведського походження.
До 1917 року Нурксе навчався в російськомовній початковій школі, потім у 1917 році він переїхав до Таллінна, де вступив до престижної німецькомовної Кафедральної гімназії. Закінчивши з відзнакою гімназію в 1926 році, Нурксе вступив до Тартуського університету, де вивчав право та економіку на юридичному факультеті в 1926—1928 роках. У 1928 році сім'я Нурксе емігрувала до Канади, а сам він вирушив до Единбурзького університету вивчати економіку та закінчив його 1932 року, після чого, вигравши стипендію Карнеґі, ще два роки стажувався у Віденському університеті.
У 1934—1945 роках працював фінансовим аналітиком в апараті Ліги Націй, де відповідав за щорічний «Огляд з монетарної політики» (Monetary Review). Також він брав участь у підготовці «Огляду світової торгівлі» (Review of World Trade), «Дослідження світової економіки» (World Economic Surveys) та доповіді про Велику депресію під заголовком «Перехід від військової економіки до мирної».
З 1945 року почав викладати. Його запросили читати лекції в Колумбійському університеті в 1945—1946. В 1946—1947 роках — член Інституту перспективних досліджень у Принстоні, а в 1947 повернувся до Колумбійського університету як асоційований професор. 1949 року Нурксе став професором економіки Колумбійського університету, де обіймав посаду до своєї смерті в 1959 році. Окрім основної посади, у 1954—1955 викладав в Оксфордському університеті, у 1958—1959 вивчав економіку розвитку в Університеті Женеви. Окрім цього, Нурксе читав лекції в усьому світі. Рагнар Нурксе — почесний професор Колумбійського університету.
1958 року Рагнар Нурксе прийняв запрошення Принстонського університету, але не встиг стати до роботи - раптово помер під час поїздки до Європи у 52 роки.

## Пам'ять
2007 року, з нагоди 100-річного ювілею з дня народження Нурксе, Поштова служба Естонії увічнила пам'ять економіста випуском марки для міжнародних листів.
На місці будинку, де він народився, встановлено пам'ятник з меморіальною дошкою.

## Сім'я
Нурксе одружився в 1946 році на Гарріет Бергер у Нью-Джерсі та мав двох синів. Один з них — поет Денніс Нурксе.

## Внесок у науку
Основні праці Нурксе пов'язані з економічними проблемами розвиткових країн. Нурксе запропонував свою концепцію «порочного кола бідності», згідно з якою бідні країни ніколи не зможуть подолати свою бідність самі, оскільки незначні доходи не дозволяють інвестувати у виробництво. Нурксе вважав, що нестача капіталу зумовлює низький рівень продуктивності праці, який своєю чергою визначає низький рівень доходів. Внаслідок цього утворюється, з одного боку, брак заощаджень, який призводить до нестачі капіталу, а з іншого — слабка купівельна спроможність, результатом якої стають недостатні стимули до інвестування, що також призводить до нестачі капіталу.
На думку Нурксе, єдиний вихід для слаборозвиненої економіки — створення умов для «великого поштовху» — збільшення накопичень та масованих інвестицій у виробництво.
Нурксе також обґрунтував необхідність одночасного інвестування капіталу в різні галузі економіки розвиткових країн, щоб збалансоване зростання різних економічних секторів сприяло розвитку усієї економічної інфраструктури. Таким чином, Нурксе є автором теорії збалансованого зростання та разом з Паулем Розенштейн-Роданом одним із піонерів теорії «великого поштовху».